# Dromore West
Dromore West (irisch An Droim Mór Thiar) ist eine Ortschaft nahe der Atlantikküste im County Sligo im Westen der Republik Irland.
Dromore West liegt am Dunneil River, zwischen den Ox Mountains und dem Atlantik, etwa in der Mitte zwischen dem 22 km von Dromore West entfernten Ballina (Co. Mayo) und Sligo Town an der Einmündung der Regionalstraße R297 in die Nationalstraße N59. Die Einwohnerzahl von Dromore West wurde beim Census 2022 mit 292 Personen ermittelt.
Am Bank Holiday-Wochenende im August findet jährlich ein örtliches Festival in Dromore West statt.